# Minami-Centrair
Minami-Centrair (jap. 南セントレア市, Minami-Sentorea-shi) war der ursprünglich vorgesehene Name einer Stadt in der japanischen Präfektur Aichi, die durch die Zusammenlegung der Gemeinden Minamichita und Mihama entstehen sollte.
Der für eine japanische Stadt ungewöhnliche, teilweise in Katakana (einer Silbenschrift) geschriebene Name besteht aus der ersten Hälfte des Namens Minamichita und dem Namen des zur Weltausstellung Expo 2005 eröffneten Centrair Airport (Centrair wird im Japanischen セントレア Sentorea geschrieben).
In einem Referendum (jūmin tōhyō) über die Gemeindefusion vom 27. Februar 2005 wurde die Zusammenlegung jedoch abgelehnt.